# 水木清華館
水木清華館位於南昌市內百花洲處，始建於南宋紹興年間（1131年-1162年）。
時任豫章節度使張澄曾在百花洲附近建講武亭，以習練水軍。
百花洲早先建有寺宇建築，寺宇之北為“水木清華”之館，右側為“約鷗榭”。